# Andrea Campregher
Andrea Campregher (geboren am 20. Juni 2001) ist ein ehemaliger italienischer Skispringer.  

## Werdegang
Sein internationales Debüt gab Campregher am 4. März 2017 bei einem Alpencup-Wettkampf in Hinterzarten. In den folgenden Saisons nahm er an einigen weiteren Alpencup und FIS-Cup Wettbewerben teil, platzierte sich aber meist hinter dem 60. Platz. Seine ersten FIS-Cup-Punkte erreichte er am 28. August 2021 in Einsiedeln, Alpencup-Punkte erzielte er nie.
Danach durfte er auch am Continental-Cup teilnehmen und erreichte im FIS-Cup noch einige Male eine Platzierung unter den besten 30, während er seine ersten Punkte im  Continental-Cup erst später, am 23. September 2023 in Klingenthal erzielte.
Durch diesen Punktgewinn konnte Andrea Campregher auch an Wettkämpfen der höchsten internationalen Klasse teilnehmen und gab in der Folge sein Grand-Prix-Debüt in Klingenthal, jedoch ohne Punkte zu erzielen. Zum Auftakt des Weltcups 2023/24 in Ruka gab er sein Debüt und konnte am nächsten Tag mit einem 28. Platz seine ersten Weltcuppunkte holen.
Am 17. Januar 2024 wurde Campregher beim Weltcupspringen im polnischen Szczyrk, das letztlich wegen des Windes abgebrochen wurde, von einer Böe erfasst und auf 108,5 m getragen, was deutlich über dem Schanzenrekord lag. Er stürzte jedoch, blieb aber unverletzt.
Am 24. April 2025 erklärte er seinen Rücktritt.

## Statistik

### Weltcup-Platzierungen
| Saison  | Platz | Punkte |
| ------- | ----- | ------ |
| 2023/24 | 64.   | 003    |

### Grand-Prix-Platzierungen
| Saison | Platz | Punkte |
| ------ | ----- | ------ |
| 2024   | 81.   | 005    |

### Continental-Cup-Platzierungen
| Saison  | Platz | Punkte |
| ------- | ----- | ------ |
| 2023/24 | 34.   | 032    |